# هند غربی

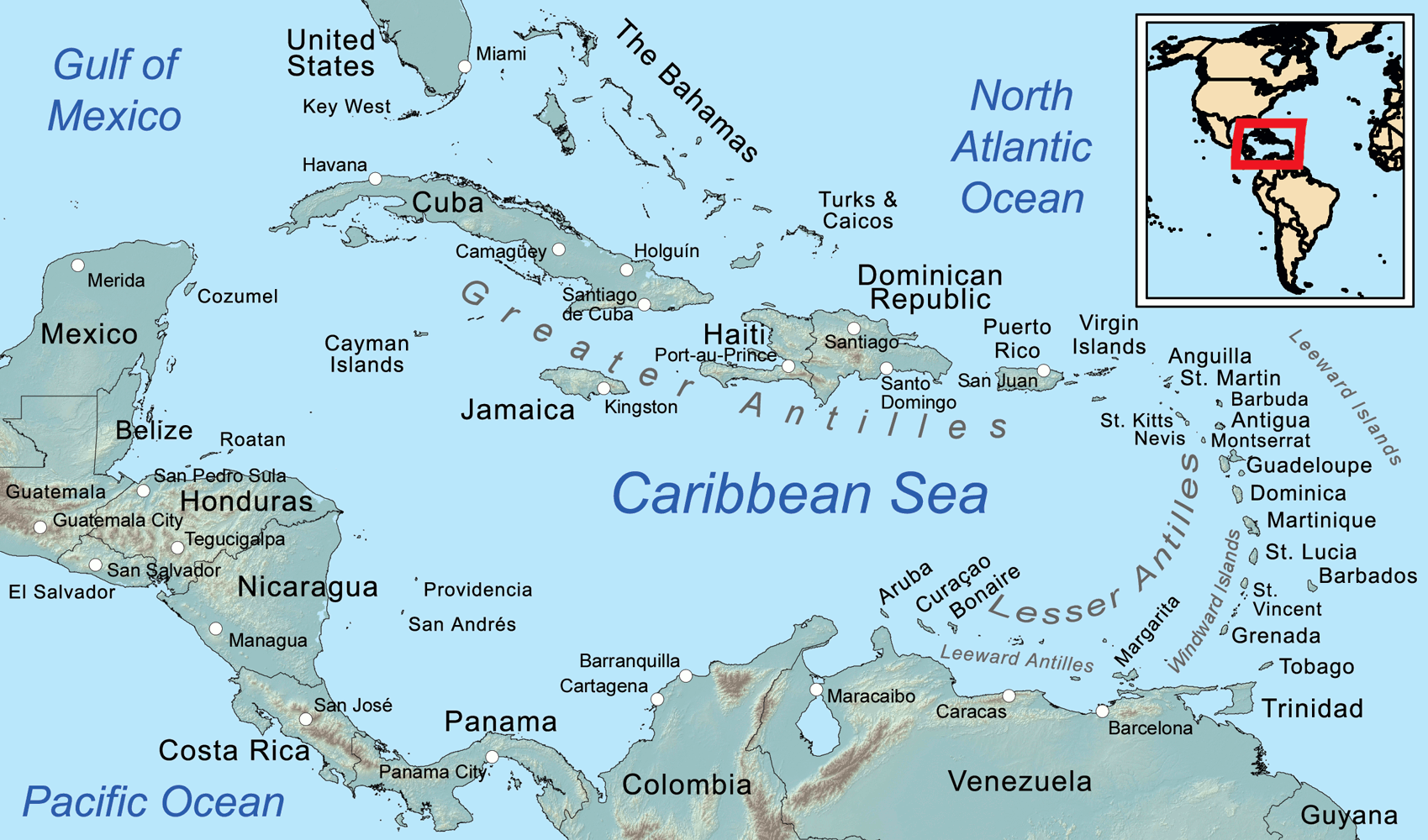
نقشه سیاسی هند غربی.

هند غربی یکی از مناطق زیرمجموعهٔ قارهٔ آمریکای شمالی است که توسط اقیانوس اطلس شمالی و دریای کارائیب احاطه شده است. هند غربی شامل ۱۳ کشور جزیره‌ای مستقل، ۱۸ قلمروی وابسته و سرزمین‌های دیگر است که در سه مجمع‌الجزایر عظیم به نام‌های آنتیل بزرگ، آنتیل کوچک و مجمع‌الجزایر لوکایی جای گرفته‌اند.
منطقهٔ هند غربی شامل تمام جزایر واقع در آنتیل، به‌علاوهٔ باهاما و جزایر تورکس و کایکوس است که در اقیانوس اطلس شمالی قرار دارند. امروزه به جای عبارت هند غربی بیشتر از عبارت کارائیب استفاده می‌شود، البته کارائیب ممکن است شامل برخی کشورهای واقع در آمریکای مرکزی یا آمریکای جنوبی که خط ساحلی دریای کارائیب دارند هم باشد مثل کشورهای بلیز، گویان، سورینام، گویان فرانسه، و همچنین کشورهای جزیره‌ای ترینیداد و توباگو و برمودا که این دو از نظر جغرافیایی با سه مجمع‌الجزیرهٔ اصلی متفاوتند اما به جهت فرهنگی تشابه دارند.

## تاریخچه

کشورهای حوضه کارائیب

در سال ۱۴۹۲، کریستف کلمب به عنوان اولین فرد اروپایی، رسیدن خود به این جزایر را ثبت و ضبط کرد. مورخان بر این باورند که او اول از همه قدم بر سرزمین باهاما گذاشت. پس از نخستین سفرهای اکتشافی کریستف کلمب به این منطقه از قارهٔ آمریکا، اروپایی‌ها به این منطقه نام «هند غربی» را دادند تا آن را هم از هند اصلی (یعنی هندوستان) متمایز کنند و هم از هند شرقی (یعنی جنوب آسیا و جنوب شرق آسیا).
در اواخر قرن شانزدهم میلادی، تاجران فرانسوی، انگلیسی و هلندی عملیات خود در دریای کارائیب را شروع کردند و به مناطق کشتیرانی و ساحلی متعلق به اسپانیا و پرتغال حمله کردند. آنها اغلب در مناطق دور از تسلط اسپانیایی‌ها، پناه می‌گرفتند و کشتی‌های خود را تجهیز می‌نمودند از جمله جزایر آنتیل کوچک، ساحل شمال آمریکای جنوبی شامل دهانه اورینوکو Orinoco و سواحل اقیانوس اطلس در آمریکای مرکزی. در آنتیل آنها موفق به ایجاد یک پایگاه استعماری با نام سنت کیتس در سال ۱۶۲۴ و باربادوس در ۱۶۲۶ کردند. زمان انقلاب قند در اواسط قرن هفدهم، هزاران نفر از بردگان آفریقایی به کار در مزارع و کارخانه‌ها مجبور شدند. این بردگان آفریقایی با بومیان منطقه آمیخته شدند.

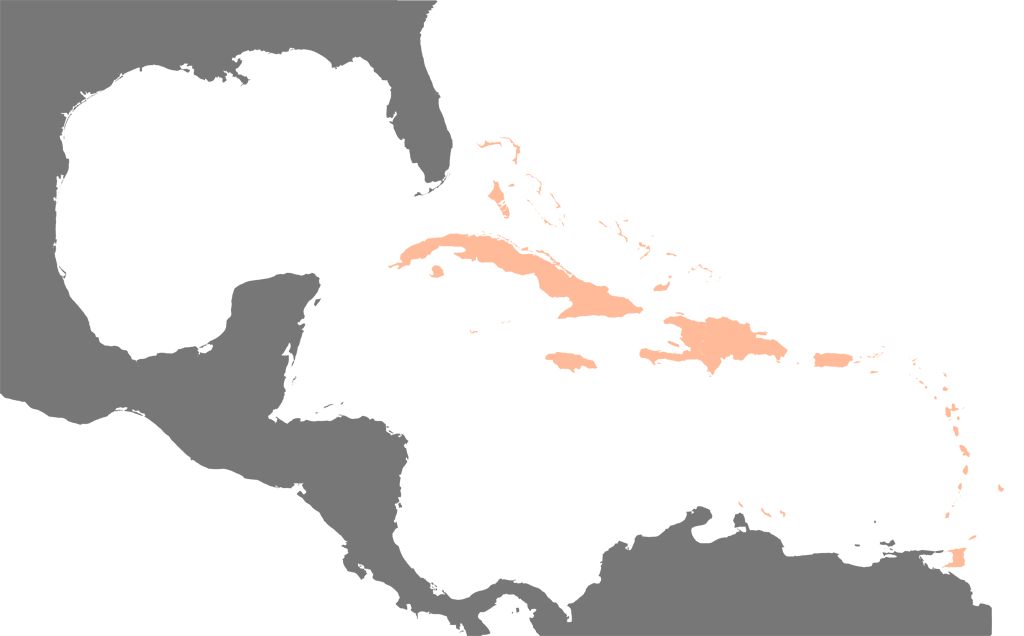
هند غربی در رابطه با شمال و جنوب آمریکا

## کشورها به تفکیک جزیره

### آنتیل بزرگ
- جزایر کیمن (انگلستان)
- کوبا
- جمهوری دومینیکن
- هائیتی
- جامائیکا
- پورتوریکو (ایالات متحده)

### آنتیل
- آنگویلا (انگلستان)
- آنتیگوآ و باربودا
- آروبا (هلند)
- باربادوس
- بونیر (هلند)
- جزایر ویرجین انگلستان (انگلستان)
- کوراسائو (هلند)
- دومینیکا
- گرنادا
- جزیره گوادلوپ (فرانسه)
- مارتینیک (فرانسه)
- مونتسرات (انگلستان)
- Nueva Esparta(ونزوئلا)
- سابا (هلند)
- سنت بارثلمی (فرانسه)
- سنت کیتس و نویس
- سنت لوسیا
- سنت مارتین (فرانسه)
- سنت وینسنت و گرنادین‌ها
- سینت یوستیشس (هلند)
- سنت مارتین (هلند)
- ترینیداد و توباگو
- جزایر ویرجین ایالات متحده (ایالات متحده)
- Federal Dependencies of VenezuelaFederal Dependencies of Venezuela (Venezuela)

### مجمع الجزایر
- باهاما
- جزایر تورکس و کایکوس (انگلستان)